# Stamni
Stamni war ein griechisches Wein-, Öl- und Volumenmaß auf Santa Maura.
Die Maßkette war für Wein
- 1 Barile/Barill = 6 Stamni = 132 Quartucci = 68,134 Liter
- 1 Stamni = 11,36 Liter

Die Maßkette war für Öl
- 1 Barile/Barill = 7 Stamni = 21 Succali = 68,134 Liter
- 1 Stamni = 9,733 Liter